# 曼科尔德尔巴列
曼科尔德尔巴列（西班牙語：Mancor del Valle）是西班牙巴利阿里群岛的一个市镇。总面积20平方公里，总人口892人（2001年），人口密度45人/平方公里。